# Eyelar Mirzazadeh
Eyelar Mirzazadeh (* 16. Dezember 1993 in Amsterdam) ist eine niederländische Songwriterin und Popsängerin. Für ihre eigene Musik tritt sie unter ihrem Vornamen Eyelar auf.

## Leben
Eyelar Mirzazadeh wurde am 16. Dezember 1993 in Amsterdam geboren. Sie wuchs in einem musikalischen Haushalt auf. Ihre familiären Wurzeln liegen in Iran und sie wuchs mit Persischer Musik auf. Bereits als Kind unterhielt sie auf Hauspartys die Gäste mit ihrem Gesang und ihrem improvisierten Tanz. Später kamen Einflüsse aus dem Contemporary R&B und dem Hip-Hop hinzu. Mit 16 Jahren trat sie im niederländischen Fernsehen zur Musik von Mary J. Blige auf. Kurz darauf kam sie ins Halbfinale von The Voice of Holland.
Später zog sie nach London und versuchte sich als Songwriter, unter anderem für Little Mix, Demi Lovato, Camila Cabello und Charli XCX. Für letztere schrieb sie den Hit After the Afterparty. Sie arbeitete dabei eng mit Distortion zusammen, der ebenfalls aus den Niederlanden stammt und unterschrieb bei 2-Tone Entertainment. In London entdeckte sie Punk- und Rockmusik sowie Grunge und übernahm auch diese Genres in ihr Repertoire.
Neben ihrem Songwriting trat Eyelar auch immer wieder als Featuring auf. 2019 hatte sie ihre erste Solotour. 2020 erschien ihre Debüt-EP Doin It Again. Diese wurde von Fred Again (unter anderem Stormzy, Headie One und Jamie xx) produziert.
Ein großer Hit wurde Dopamine von Purple Disco Machine, bei dem sie als Featuring vertreten war.

## Diskografie

### Singles
- 2012: Girl on Fire
- 2012: Try
- 2019: Fxck You Cause You Were the One (mit Kid Brunswick, Universal Music)
- 2019: Voices (2 Tone Entertainment)
- 2019: All Mine (mit Disciples, Parlophone)
- 2019: Good 2 You (2 Tone Entertainment)
- 2019: Daddy’s Girl (2 Tone Entertainment)
- 2020: Couple Hours (2 Tone Entertainment)
- 2021: Say It With Your Eyes (mit Nuxe & Drex Carter, 2 Tone Entertainment)
- 2021: Doin’ It Again (2 Tone Entertainment)

### Gastbeiträge
- 2013: Peter Luts – Turn Up the Love
- 2013: Denzal Park – Look Back
- 2018: Crazy Cousinz Ft. Yungen & M.O – Feelings (Wifey)
- 2021: Purple Disco Machine – Dopamine